# Julien Vleminckx
Julien Jules Vleminckx (Heverlee, 15 november 1927 - Leuven, 23 april 2017) was een Belgisch volleybalcoach.

## Levensloop
Vleminckx was aanvankelijk actief in het voetbal, alwaar hij drie seizoenen uitkwam (samen met zijn broers Jos en Guillaume) in tweede klasse bij Stade Leuven. Vervolgens was hij van 1967 tot 1977 coach van volleybalclub Red Star Leuven. Met deze club won hij in 1975 de landstitel. 
Daarnaast was hij bondscoach bij het Belgisch volleybalteam. Hij leidde de nationale equipe onder meer op de Olympische Spelen van 1968 en het wereldkampioenschap van 1970. Ook stond hij - vanuit zijn functie van technisch directeur bij de volleybalbond - mee aan de wieg bij de oprichting van de Topsportschool.
Zijn zoon Herman was eveneens actief in het volleybal.